# Диц, Айлин
Айли́н Диц (англ. Eileen Dietz; 11 января 1945, Бейсайд, Куинс, Нью-Йорк США) — американская актриса, кинопродюсер, декоратор и дублёр.

## Биография
Родилась 11 января 1945 года в Бейсайде (Куинс, штат Нью-Йорк, США). Есть две сестры-писательницы — близнец Мэриэнн ДеФосси и Дениз Диц.

## Карьера
В конце января 1945 года, в 6-ти недельном возрасте, Айлин и её сестра-близнец Мэриэнн снялись в рекламе. В то время как Диц продолжила актёрскую карьеру, Мэриэнн стала писательницей и матерью троих детей. В 1963 году она дебютировала в кино с ролью в телесериале «Врачи». Всего она сыграла более чем в 60-ти фильмах и телесериалах, включая роль лица Пазузу в фильме «Изгоняющий дьявола» (1973), в котором она также была дублёром актрисы Линды Блэр (роль Риган МакНил).
В 2000 году Айлин дебютировала в качестве декоратора с фильмом «Остатки».
В 2010 году Айлин также дебютировала в качестве продюсера с фильмом «Бабочка», в котором она также сыграла роль Джой Гринстал.

## Личная жизнь
С марта 1984 года Айлин замужем за Томасом Элбани.

## Избранная фильмография
актриса
| Год       |   | Русское название             | Оригинальное название       | Роль                     |
| --------- | - | ---------------------------- | --------------------------- | ------------------------ |
| 1963      | с | Врачи                        | The Doctors                 | имя персонажа неизвестно |
| 1973      | ф | Изгоняющий дьявола           | The Exorcist                | лицо Пазузу/Риган МакНил |
| 1977      | с | Счастливые дни               | Happy Days                  | Ребекка                  |
| 1978      | с | Направляющий свет            | Guiding Light               | Линетт Уотерман          |
| 1980—1981 | с | Главный госпиталь            | General Hospital            | Сара Эбботт              |
| 2005      | ф | Константин: Повелитель тьмы  | Constantine                 | зомби                    |
| 2005      | с | Бухта Данте                  | Dante's Cove                | Эмили                    |
| 2006      | ф | Калейдоскоп ужасов 3         | Creepshow III               | бомжиха Клэр             |
| 2009      | ф | Хэллоуин 2                   | Halloween II                | Уинни Гилмор             |
| 2010      | ф | Бабочка                      | Butterfly                   | Джой Гринстал            |
| 2012      | ф | Белоснежка: Смертельное лето | Snow White: A Deadly Summer | Лайла                    |

продюсер
- 2010 — «Бабочка»/Butterfly

дублёр
- 1973 — «Изгоняющий дьявола»/The Exorcist